# Dorno
Dorno là một đô thị ở tỉnh Pavia trong vùng Lombardia của Ý, có cự ly khoảng 40 km về phía tây nam của Milan và khoảng 15 km về phía tây của Pavia. Tại thời điểm ngày 31 tháng 12 năm 2004, đô thị này có dân số 4.415 người và diện tích là 30,6 km².
Dorno giáp các đô thị sau: Alagna, Garlasco, Gropello Cairoli, Pieve Albignola, Sannazzaro de' Burgondi, Scaldasole, Valeggio, Zinasco.